# 布盧瑪·蔡加尼克
布盧瑪·蔡加尼克（俄語：Блюма Вульфовна Зейгарник；1900年11月9日—1988年2月24日），是苏联的心理学家和精神病理學专家。她发现了蔡加尼克效应，并且创立了苏联的实验心理学（experimental psychology）独立学科。

## 生平
蔡加尼克生于尼曼河畔城市波秋奈（现属于立陶宛）的一个犹太人家庭。她于1927年为柏林大学录取。她由库尔特·勒温指导的学位论文描述了蔡加尼克效应。在1930年代，蔡加尼克与利维·维谷斯基合作，在All-Union Institute of Experimental Medicine（AUIEM）工作。在二战期间，她协助亚历山大·鲁利亚在颅脑损伤的康复治疗领域工作。蔡加尼克是莫斯科国立大学心理学系的创立人之一。蔡加尼克在莫斯科去世，享年87岁。